# بيتر جونز (لاعب كرة قدم)
بيتر جونز (بالإنجليزية: Peter Jones)‏ (30 نوفمبر 1937 بسالفورد في المملكة المتحدة - ) هو لاعب كرة قدم بريطاني في مركز الدفاع. لعب مع مانشستر يونايتد ونادي ريكسهام ووولفرهامبتون واندررز ونادي ألترينتشام.

## وصلات خارجية
- بيتر جونز على موقع عالم كرة القدم.نت (الإنجليزية)